# 莫里耶 (上普罗旺斯阿尔卑斯省)
莫里耶（法語：Moriez）是法国上普罗旺斯阿尔卑斯省的一个市镇，属于卡斯泰朗区（Castellane）圣昂德雷勒阿尔佩县（Saint-André-les-Alpes）。该市镇2009年时的人口为238人。

## 人口
莫里耶人口变化图示
| 数据来源：INSEE |